# Siegfried Lander von Spanheim
Siegfried Lander von Spanheim (* im 14. Jahrhundert; † 31. März 1424) war ein Landmeister in Livland.

## Leben
Als Ritter des Deutschen Ordens war Lander Komtur von Marienburg (1411) und Fellin (1413). Im September 1415 wurde er Landmeister. Er  beteiligte sich regelmäßig an den Waffenstillstandsverhandlungen mit Polen-Litauen und den Auseinandersetzungen auf dem Konstanzer Konzil. Den folgenden Frieden vom Melnosee im September 1422 konnte er zwar nicht verhindern; den Friedensbestimmungen folgte er aber.
1415 übernahm er zugleich das Amt des Vicarius in temporalibus des Erzstifts Riga, das Erzbischof Johannes von Wallenrode 1405 für zwölf Jahre an den Orden verpachtet hatte. Nachdem Lander das Erzstift 1417 zurückgegeben hatte, wurde Johannes Ambundi im folgenden Jahr neuer Erzbischof. Das ihm zustehende Visitationsrecht beim Rigaer Domkapitel konnte Lander nicht mehr durchsetzen. Die außenpolitische und wirtschaftliche Schwäche des Ordens stand dem livländischen Einheitsstaat entgegen. Auf allgemeinen Landtagen suchte er den politischen Weg, der seiner militärischen Aufgabe für ganz Livland entsprach. Er konnte nicht verhindern, dass die erzbischöflichen Bemühungen an der Kurie dazu führten, dass die Inkorporierung des Domkapitels 1423 aufgehoben wurde. Jedoch gelang es ihm kurz vor seinem Tode, sich gegen das Aufbegehren Rigas durchzusetzen.